# Pandémie de Covid-19 à Nauru
La pandémie de Covid-19 atteint en mars 2022 Nauru, jusque lors l'un des derniers États au monde à n'avoir aucune personne contaminée sur son territoire. À la date du 21 septembre 2022, le bilan est de 1 mort.

## Histoire
Le 16 mars 2020, en réponse à la pandémie à l'étranger, le gouvernement nauruan décrète un état d'urgence et met en place les mesures suivantes : rapatriement des Nauruan se trouvant à l'étranger, création de centres de test et de quarantaine, achat d'équipements et de denrées médicaux, formation de personnels. Il suspend tous les vols internationaux de passagers, à l'exception d'un vol toutes les deux semaines reliant Nauru à Brisbane. Le transport de marchandises via des vols internationaux est maintenu, mais avec des mesures de quarantaine.
En avril et mai 2021, la totalité de la population adulte du pays reçoit une première dose de vaccin. La couverture vaccinale est ensuite moins complète lors des rappels de vaccin ; en février 2022, un peu plus des deux tiers de la population sont à jour de leur vaccin. Nauru est toutefois alors l'un de deux seuls pays au monde, avec les Tuvalu, à n'avoir connu aucun cas de Covid-19 sur son territoire, protégé par son isolement géographique.
Le 2 avril 2022, deux personnes en quarantaine après être arrivées à Nauru par avion depuis Brisbane (en Australie) le 31 mars se révèlent porteuses du virus,. Par la suite, le nombre de cas en quarantaine venus de l'étranger monte à treize ; tous les patients guérissent.
Le 17 juin, trois cas positifs sont identifiés dans le pays-même, en dehors des zones de quarantaine. Le 19 juin, le nombre de cas positifs identifiés atteint 337,. Le 22 juin, le nombre de personnes identifiées comme étant contaminées atteint 606. Sans imposer de confinement sanitaire, le gouvernement demande aux habitants de rester chez eux, de ne pas aller travailler à moins d'être employé dans un service essentiel, et de porter un masque en extérieur. Soixante-quinze foyers où se trouvent des personnes contaminées sont fournies en eau potable et en pâtes par le gouvernement.
Au 1er juillet, le pays connaît son premier décès dû au virus : Reanna Solomon, âgée de 40 ans, haltérophile aux Jeux olympiques d'été de 2004 et double médaillée d'or aux Jeux du Commonwealth de 2002. À cette même date, le pays a atteint 4 068 cas, dont 3 838 cas actifs (aucun dans un état critique), 229 patients rétablis et donc une décédée. Au 7 juillet, le pays a atteint 5 685 cas : 4 125 cas actifs (aucun dans un état critique), 1 559 personnes guéries, et toujours un décès.

## Statistiques

Nombre de cas à Nauru depuis le début de l'épidémie.